# バルセロナSC
バルセロナ・スポルティング・クラブ（Barcelona Sporting Club (スペイン語発音: [baɾseˈlona])）は、エクアドルのグアヤキルに本拠地を置くサッカークラブである。スペインのFCバルセロナとの混同を避けたい場合には、バルセロナ・デ・エクアドル（Barcelona de Ecuador、エクアドルのバルセロナ）という呼称が用いられることもある。FCバルセロナとは直接的な関係は無いものの、エンブレムは非常によく似ており、親善試合を行ったこともある。
1925年5月1日、クラブ名の由来にもなったスペイン・バルセロナ市からの移民、エウティミオ・ペレスによって創設された。1960年から約40年間はエクアドルを代表する強豪クラブとして南米にその名を轟かせた。1990年と1998年にはコパ・リベルタドーレスで決勝まで進んだが、決勝戦でオリンピアとCRヴァスコ・ダ・ガマにそれぞれ敗れている。
本拠地のエスタディオ・モヌメンタル・バンコ・ピチンチャは約9万人収容の巨大スタジアムであり、1993年のコパ・アメリカでは決勝戦の会場となった。

## ライバル
バルセロナSCの最大のライバルは、同じくグアヤキルを本拠地とするCSエメレクである。この2チームの対戦はクラシコ・デル・アスティジェーロ（造船所のダービー）と呼ばれ、エクアドルで最も関心を集めるダービーマッチである。また、キトを本拠地とするLDUキトやCDエル・ナシオナルともライバル関係にある。

## タイトル

### 国内タイトル
- セリエA (16回):
1960, 1963, 1966, 1970, 1971, 1980, 1981, 1985, 1987, 1989, 1991, 1995, 1997, 2012, 2016, 2020

### 国際タイトル
- コパ・リベルタドーレス (準優勝2回):
1990, 1998

## 現所属メンバー
2024年2月8日現在
注：選手の国籍表記はFIFAの定めた代表資格ルールに基づく。
| No. | Pos. |              | 選手名                           |
| --- | ---- | ------------ | -------------------------------- |
| 1   | GK   | アルゼンチン | ハビエル・ブライ (副主将)        |
| 2   | DF   | エクアドル   | マリオ・ピネイダ                 |
| 3   | DF   | アルゼンチン | ルカ・ソサ                       |
| 4   | DF   | ウルグアイ   | カルロス・ロドリゲス             |
| 6   | DF   | エクアドル   | ホルダン・モラン                 |
| 7   | FW   | アルゼンチン | クリスティアン・オルティス       |
| 8   | MF   | エクアドル   | ガブリエル・コルテス             |
| 9   | FW   | ウルグアイ   | アグスティン・ロドリゲス         |
| 10  | MF   | エクアドル   | ダミアン・ディアス ()            |
| 11  | FW   | エクアドル   | フィデル・マルティネス           |
| 12  | GK   | エクアドル   | ビクトル・メンドーサ             |
| 13  | MF   | エクアドル   | ハネル・コロソ                   |
| 14  | FW   | アルゼンチン | フランシスコ・フィドリシェフスキ |
| 15  | DF   | エクアドル   | ジェイソン・ミナ                 |
| 17  | MF   | エクアドル   | フェルナンド・ガイボル           |
| 20  | MF   | ウルグアイ   | ブルーノ・ピニャタレス           |
| 21  | DF   | エクアドル   | ギジェルモ・レンドン             |
| 22  | MF   | ブラジル     | レオナイ                         |

| No. | Pos. |              | 選手名                             |
| --- | ---- | ------------ | ---------------------------------- |
| 23  | DF   | エクアドル   | ドゥバン・ミナ                     |
| 24  | GK   | エクアドル   | ジャスティン・コルネホ             |
| 25  | MF   | エクアドル   | レオナルド・ジャネス               |
| 26  | MF   | エクアドル   | イサーク・デルガド                 |
| 28  | FW   | エクアドル   | アレン・オバンド                   |
| 29  | DF   | エクアドル   | Joshué Quiñónez                    |
| 30  | MF   | エクアドル   | エセキエル・エマヌエーレ           |
| 31  | DF   | エクアドル   | ペドロ・パブロ・ベラスコ (第3主将) |
| 32  | FW   | アルゼンチン | ホナタン・バウマン                 |
| 33  | DF   | エクアドル   | ビクトル・カラバリ                 |
| 34  | DF   | エクアドル   | セグンド・ポルトカレーロ           |
| 35  | FW   | エクアドル   | エネルヒオ・ディアス               |
| 37  | MF   | エクアドル   | アラン・フィアジョス               |
| 38  | FW   | エクアドル   | クリスティアン・ガジャルド         |
| 39  | FW   | エクアドル   | ジョン・アクリオ                   |
| 40  | MF   | エクアドル   | ディクソン・ガスパール             |
| 77  | FW   | エクアドル   | アドニス・プレシアード             |
| 88  | MF   | エクアドル   | ルイス・アルセ                     |

## 歴代在籍選手
- ガストン・セッサ
- アグスティン・デルガド 1994-1995
- ウリセス・デ・ラ・クルス 1995
- シリル・マカナキ 1996-1997
- マルコ・エチェベリ 1997,1999
- イバン・カビエデス 2001-2002
- イバン・ウルタード 2002-2003, 2008
- デルリス・ハヴィエル・フロレンティン・ノゲラ 2006
- マルセロ・デルガド 2007-2010
- ロドリゴ・リエップ 2004

## 歴代監督
- サルバドール・カピターノ 2002
- カルロス・アルファロ・モレノ (暫定) 2002
- ホルヘ・ソラーリ 2002-2003
- ルベン・ダリオ・インスーア 2003-2004
- リカルド・アルメンダリス (暫定) 2004
- ビクトル・ルーナ・ゴメス 2004
- ペドロ・マルチェッタ 2004
- ホルヘ・ソラーリ 2004
- リカルド・アルメンダリス (暫定) 2004
- サルバドール・カピターノ 2005
- エルナン・サアベドラ (暫定) 2005
- ペドロ・マルチェッタ 2005
- ジミー・モンタネーロ (暫定) 2005
- フアン・ホセ・ペラエス 2005
- ジミー・モンタネーロ (暫定) 2005
- ジミー・モンタネーロ 2005
- フアン・ホセ・ペラエス 2006
- ワシントン・ムニョス (暫定) 2006
- ラモン・ベルヌンシオ 2007
- ルイス・クビジャ 2007
- エベル・ウーゴ・アルメイダ 2008
- レイナルド・メルロ 2008
- ワルテル・ゲレーロ (暫定) 2010
- ルベン・ダリオ・インスーア 2010-2011
- ワルテル・ゲレーロ (暫定) 2011
- ワルテル・ゲレーロ (暫定) 2012
- ワルテル・ゲレーロ (暫定) 2013
- ルイス・ソレル 2013
- カルロス・イスチア 2014
- ルベン・イスラエル 2014-2015
- ギジェルモ・アルマダ 2015-2019